# In Aménas-gidseldramaet 2013
In Aménas-gidseldramaet var en gidselaktion, som foregik 16. januar - 19. januar 2013 på naturgas-udvindingsanlægget Tigantourine ved byen In Aménas i Illizi provinsen i det sydøstlige Algeriet, nær den libyske grænse. Under ledelse af Mokhtar Belmokhtar, blev anlægget besat af den radikale islamistiske gruppe Den maskerede brigade den 16. januar, og flere hundrede algierske arbejdere og 8 andre nationaliteter blev taget som gidsler. En talsmand for Al Qaida i det islamske Maghreb hævdede 16. januar 2013 at det var denne gruppe som stod bag aktionen.
Dette er et af mange angreb fra islamistiske grupper siden oprøret i Maghreb startede i 2002. Den angivelige hensigt med angrebet var Algeriets åbning af fransk luftrum. Franske styrker havde den 10. januar 2013 angrebet militante islamister i Mali.
Algeriske styrker stormede anlægget den 19. januar. Mindst 685 arbejdere fra Algeriet og 107 udlændinge blev sat fri, ifølge regeringen i Algeriet. Mindst 23 gidsler blev dræbt, mens 32 gidseltagere blev dræbt, ifølge regeringskilderne.
Efter gidseldramaet oplyste den algeriske premierminister Abdelmalek Sellal at 38 gidsler var fundet dræbt og 5 var savnede. Han oplyste videre at det var gidseltagere fra Egypten, Canada, Mali, Niger, Mauritanien og Tunesien, foruden fra Algeriet.
Norske Statoil havde 17 ansatte på anlægget. Af disse er 12 reddet, mens 5 fortsat er savnede.
Det britiske nyhedsbureau Reuters konkluderede den 20. januar, at antallet af dræbte gidsler fundet på eller ved anlægget var nået op på 48. Premierminister Abdelmalek Sellal oplyste 21. januar, at 37 udlændinge og 11 algierere var fundet dræbt, foruden 29 gidseltagere, mens 3 gidseltagere overlevede, altså i alt 77 døde.